# Клеменс (канцлер краківський)
Клеменс — польський римсько-католицький і державний діяч XIV століття, краківський канонік і канцлер князя Владислава Локетка.

## Життєпис
Клеменс був каноніком краківським, щонайменше, від 1305 року. Тоді ж, разом із панами краківськими та сандомирськими підтримав князя Владислава Локетка у його боротьбі проти Вацлава II і його сина Вацлава III, королів Богемії, які вважалися також королями польськими.
Вочевидь, як подяку за підтримку Владислав після отримання влади у Кракові призначив Клеменса краківським канцлером 1306 року, вперше на цій посаді він згадується 12 вересня. Цю посаду він обіймав принаймні до 14 лютого 1309 року.
Клеменс був каноніком краківським катедральним (можливо, до 1308 року) і каноніком костелу святого Ідзі (щонайменше, до 1326 року), виступав у документах краківського єпископа Нанкера від 1322 року, звідтоді ж він згадується як схоластик ґнєзненський. Про нього є згадка на рахунку зібраних податків від духовенства польського на користь папської скарбниці, складеного 1326 року. На його краківську канонію припадало йому тоді заплатити півтори гривні. Також, згадки про Клеменса присутні у документах архієпископів Ґнєзненських: Яніслава у 1330 і 1331 роках і Ярослава Скотніцького 1343 року.